# Gij
Gij, of onbeklemtoond ge, is een persoonlijk voornaamwoord van de tweede persoon enkelvoud en meervoud.
Naast jij/je/jullie en u (de beleefdheidsvorm) is gij een vorm die nu alleen nog gebruikt wordt in de spreektaal in het zuiden van het Nederlandse taalgebied (Brabant, Gelderland(-Zuid), Nederlands Limburg en Vlaanderen).

## Ontstaan
Oorspronkelijk is gij de tweede persoon meervoud. De enkelvoudige tegenhanger was du. Vanaf de 16de eeuw werd gij ook als beleefdheidsvorm voor de tweede persoon enkelvoud. Na verloop van tijd heeft deze verschuiving geleidelijk het du uit het Nederlands verdreven. In het Noordelijke gedeelte van het taalgebied wordt nu jij gebruikt, in het zuidelijke gedeelte heeft in de spreektaal gij daarentegen nog altijd de overhand. In de geschreven taal is jij gebruikelijk. Beide vormen kenden aanvankelijk een aparte objectvorm: u. Als onderwerp heeft u echter een andere ontstaansgeschiedenis.

## Gebruik
Gij of ge is de in de spreektaal in Vlaanderen bijna uitsluitend gebruikte tegenhanger van jij in de schrijftaal. Als zodanig wordt er in Vlaanderen aan gij geen andere connotatie verbonden dan aan jij.
In het noorden van het taalgebied wordt gij evenwel zelden zonder afwijkende connotatie gebezigd. Van oudsher werd er in Bijbelvertaligen mee verwezen naar God. Met name de Statenvertaling heeft met dit gebruik de Nederlandse taal lange tijd beïnvloed. Buiten religieus gebruik heeft gij in het noorden van het taalgebied een (sterk) archaïsche connotatie.

## Verbuigingen
| Subject  | Object | Wederkerend voornaamwoord | Bezittelijk voornaamwoord |
| -------- | ------ | ------------------------- | ------------------------- |
| Gij / ge | u      | u                         | uw                        |

## Vervoegingen metgij
Het vervoegen van de persoonsvorm met gij als onderwerp vorm in het zuiden van het Nederlands taalgebied geen probleem, alleszins wat betreft de tegenwoordige tijd. Omdat in het noorden het gebruik van gij zeldzaam is, levert dit vaker problemen op. De verbuiging bij gij als meervoud is gelijk aan die bij het enkelvoud. Ook bij inversie blijft zij identiek.
De vervoeging van het werkwoord met gij als onderwerp loopt redelijk parallel aan de vervoeging van de beleefdheidsvorm (u) in het Algemeen Nederlands. In de onvoltooid verleden tijd kreeg de persoonsvorm altijd -(de)t/-(te)t, maar die is nu nog uitsluitend in gebruik bij sterke en onregelmatige werkwoorden als. In het geval van zullen werd nog lange tijd de verbuiging die bij gij hoort eveneens gebruik het noord Nederlandse u (als (beleefdheid)vorm voor het onderwerp). In dat geval schreef men dus u zoudt. Deze vorm kan verouderd voorkomen, maar geldt wel als correct en komt iets vaker voor bij inversie (zoudt u).
In Vlaanderen wordt er in de omgangstaal vaak de jij-vervoeging gebruikt in de verleden tijd, bijvoorbeeld: gij kwam, gij zag.
| Werkwoord                             | Tegenwoordige tijd  | Verleden tijd            |
| ------------------------------------- | ------------------- | ------------------------ |
| Zwakke werkwoorden                    |                     |                          |
| Jagen Verven                          | jaagt verft         | joeg/jaagde(t) verfde(t) |
| Sterke werkwoorden met verlengde stam |                     |                          |
| Komen Lezen Breken                    | komt leest breekt   | kwaamt laast braakt      |
| Sterke werkwoorden met korte stam     |                     |                          |
| Hebben treden vergeten                | hebt treedt vergeet | hadt tradt vergat        |
| Onregelmatige verbuiging              |                     |                          |
| Zijn                                  | zijt                | waart                    |
| Mogen                                 | moogt               | mocht                    |

## Voorbeeld
Ik dank u allen voor het vertrouwen, dat gij mij vijftig jaar lang hebt gegeven. Ik dank u voor de toegenegenheid, waarmede gij mij steeds hebt omringd. [...] God zij met u en de koningin.— Koningin Wilhelmina bij haar abdicatie, Amsterdam, 4 september 1948
Wat gij niet wilt dat u geschiedt, doet dat ook de ander niet.— Spreekwoord naar Mat. 7:12
Zoekt en gij zult vinden— Spreekwoord naar Mat. 7:7-8